# 溶解度
溶解度（英語：Solubility）是指定溫、定壓時，每單位飽和溶液中所含溶質的量；也就是一种物质能够被溶解的最大程度或飽和溶液的濃度。通常用體積莫耳濃度、質量百分濃度或「每100公克溶劑能溶解的溶質重」表示之。溶解度主要取决于溶质在溶劑中的溶解平衡常数（溶度積）、溫度、極性、和。相同溶質在不同溶劑下的溶解度不盡相同；相同溶劑在不同溶質下的溶解度不盡相同；即便是相同的溶質和溶液，在不同的環境因素下溶解度也不盡相同。
當溶質分子進入溶液時，因為分子可以自由移動，有些分子會碰撞到未溶解的晶體表面，並被吸引回到晶體表面析出，此即為結晶或沉澱。在分子不斷溶解和結晶的過程中，當溶解速率和結晶速率相等時，稱為溶解平衡。達到溶解平衡的溶液稱為飽和溶液，此時溶質的濃度定義為溶解度。濃度低於溶解度的溶液稱為未飽和溶液；在某些特殊環境下，會產生濃度大於溶解度的溶液，稱為過飽和溶液。
如果一种溶质對溶液的溶解度很高，就说这种物质是可溶的；如果溶解度不高，称这种物质是微溶的；如果溶解度極低，则称这种物质是不溶或难溶的。在中國大陸，温度为20摄氏度时，將每100mL溶剂中溶质的溶解度小于0.01g的物质称为难溶物质，在0.01~1克之间的为微溶，1~10克为可溶，10克以上为易溶。

## 影響溶解度的因素

### 極性
因為共價鍵原子間的電負度差異，使各原子對鍵結電子對的吸引力不盡相同。而當所有的吸引力造成的極矩無法平衡時，會稱分子具有極性。極性与物质溶解性的关系可以被概括为「相似相溶」：极性溶剂能够溶解离子化合物以及能离解的共价化合物，而非极性溶剂则只能够溶解非极性的共价化合物。這是因為極性分子和極性溶劑可以以靜電力結合互溶，而非極性分子和非極性溶劑則以凡德瓦力相互作用力形成紊亂的分子混合物。常見的範例包括：
- 食盐，是一种离子化合物，它能在水中溶解，却不能在乙醇中溶解。
- 油脂，是一種非极性的共价化合物，他不能在水中溶解，卻反而在乙醇中溶解[1]。
- 若將不能互溶的水及非极性溶剂放在一起，它们不会形成均一的混合物，反而會分离为两层，或形成看起来像牛奶一样的乳浊液。

### 溫度
根據勒沙特列原理，溶解為吸熱反應時，溶解度隨溫度升高而增加，常見的例子包括:
- 大部分的鹽類

溶解為放熱反應時，溶解度隨溫度升高而降低，例如：
- 部分強電解質
- 部分硫酸鹽類（如硫酸鈣）
- 部分碳酸鹽類（如碳酸鈣）

右圖是一張常見固體鹽類的溶解度與溫度的關係圖，可以見到溶解為放熱反應的硫酸铈斜率為負，溶解為吸熱反應的硝酸鋇斜率為正。實驗上調配飽和溶液時，常常使用此等溶解度-溫度圖來判斷距離飽和點的距離；在關係曲線上方的數據點為過飽和溶液，在關係曲線上的點為飽和溶液，在關係曲線下方的點為未飽和溶液。
關係曲線中途折断的，表示在相应于转折点的温度时，溶液组成发生了变化。例如硫酸钠的溶解度曲线在305.4K有一个转折点，表示在305.4K由{\displaystyle {\ce {Na2SO4 * 10H2O}}}脱水转化成{\displaystyle {\ce {Na2SO4}}}。

### 

#### 固體和液體
對固體和液體而言，理想溶液下，壓力對溶解度的關係可以用數學式表達為:
{\displaystyle \left({\frac {\partial \ln N_{i}}{\partial P}}\right)_{T}=-{\frac {V_{i,aq}-V_{i,cr}}{RT}}}
其中符號{\displaystyle i}表示混合溶劑中的第{\displaystyle i}種溶質，{\displaystyle N_{i}}為其莫耳數，{\displaystyle P}表示壓力，{\displaystyle V_{i,aq}}是其已溶部分的偏莫耳體積，{\displaystyle V_{i,cr}}是其未溶部分的偏莫耳體積，{\displaystyle R}是理想氣體常數，{\displaystyle T}表示一特定溫度。通常，壓力對固體溶質、液體溶質的影響甚小，可以忽略。但是在某些情況下此一性質極為重要，例如在礦業中，硫酸鈣（溶解度隨著壓力降低）或會引起油田和油井沉澱結垢，久而久之可能導致生產率降低。

#### 氣體
對氣體而言，依據亨利定律，壓强對溶解度的關係可以用數學式表達為:
{\displaystyle p=k_{\rm {H}}\,c}
{\displaystyle k_{H}} 為一不受溫度影響之係數，{\displaystyle p}是該氣體分壓，{\displaystyle c} 為該氣體的體積莫耳濃度。亨利定律常見的應用包括:
- 當汽水瓶打開時，會有氣體逸出，乃是因為瓶蓋打開時，壓强降低造成二氧化碳溶解度降低而釋出。

### 原子半徑
稀有氣體間的吸引力主要為凡德瓦力。由於極化性的增加以及電離能的減少，此力會與原子半徑呈正相關。因此，隨著原子序增加，稀有氣體原子在水中的溶解度也增加。如氦極難溶於水，但氙能很好地溶于水中。